# Acaena glabra
Acaena glabra es una especie de planta del género Acaena, perteneciente a la familia Rosaceae.

## Taxonomía
Acaena glabra fue descrita por Buchanan en 1872.

## Distribución
Se encuentra en el territorio sur de Nueva Zelanda.